# Йорік Раве
Йорік Раве (фр. Yoric Ravet, нар. 12 вересня 1989, Ешироль) — французький футболіст, нападник клубу «Фрайбург».
Виступав, зокрема, за клуби «Гренобль» та «Грассгоппер», а також молодіжну збірну Франції.

## Клубна кар'єра
Вихованець «Гренобля». 9 серпня 2008 року в матчі проти «Сошо» дебютував у чемпіонаті Франції. Протягом двох сезонів у «Греноблі» був неосновним гравцем, в основному виходив на заміну наприкінці матчу. Лише в сезоні 2010/11, коли команда вилетіла в Лігу 2, став отримувати більше ігрової практики.
30 січня 2011 року за 600 тисяч євро перейшов у «Сент-Етьєн», але не зміг закріпитися в основному складі, зігравши за два сезони лише 66 хвилин. І вже в наступному сезоні перейшов в оренду на сезон в «Анже». За «Анже» в Лізі 2 зіграв 29 матчів і забив 3 м'ячі.
29 липня 2013 року на правах вільного агента перейшов у швейцарську «Лозанну», підписавши контракт на два роки. 22 вересня того ж року в матчі проти «Цюриха» дебютував у чемпіонаті Швейцарії.
1 липня 2014 року перейшов в «Грассхоппер», у складі якого 30 липня 2014 року в матчі третього кваліфікаційного раунду Ліги Чемпіонів проти французького «Лілля» дебютував у єврокубках. Всього за «Грассхоппер» зіграв 53 матчі і забив 16 голів у чемпіонаті.
4 січня 2016 року перейшов у «Янг Бойз». За півтора року відтоді встиг відіграти за бернську команду 51 матч у національному чемпіонаті.
29 серпня 2017 року за 4,5 млн євро перейшов у клуб німецької Бундесліги «Фрайбург».

## Виступи за збірну
2009 року залучався до складу молодіжної збірної Франції до 20 років на футбольний турнір Середземноморських ігор, де зіграв у трьох матчах.